# فهرست ایزوتوپ‌های رادرفوردیم

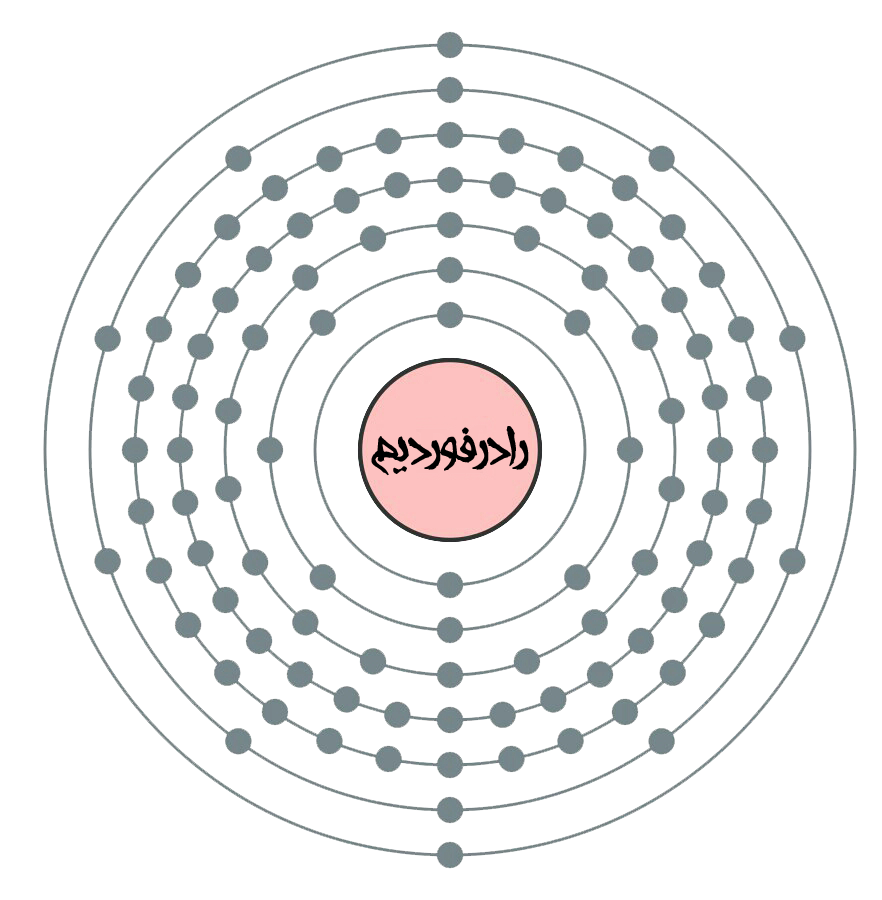
تصویری از لایه‌های الکترونی رادرفوردیم

رادرفوردیم یک عنصر شیمیایی مصنوعی که به افتخار فیزیکدان نامی و برندهٔ جایزهٔ نوبل شیمی، ارنست رادرفورد نام‌گذاری شده‌است. رادرفوردیم پرتوزا است و پایدارترین ایزوتوپ شناخته‌شدهٔ آن، ۲۶۷Rf است که نیمه‌عمری نزدیک به ۱ ساعت و ۱۸ دقیقه دارد در نتیجه رادرفوردیم هیچ ایزوتوپ پایداری ندارد و ایزوتوپ‌هایش از ۲۵۳Rf تا ۲۷۰Rf متغیر است که در کل ۱۶ ایزوتوپ پرتوزا دارد و ۴ ایزومر هسته‌ای آن شامل ۲۶۲mRf, ۲۶۱mRf،‏ ۲۵۷mRf،‏ ۲۵۳mRf است.
در بین ایزوتوپ‌ها،‏ ایزوتوپ‌های سبک‌تر نیمه‌عمر‌های نسبتاً کوتاه‌تری دارند، برای مثال ۲۵۳Rf و ۲۵۴Rf نیمه‌عمری کمتر از ۵۰ میکروثانیه دارند. ۲۵۶Rf،‏ ۲۵۸Rf, ۲۶۰Rf پایدارتر و نیمه‌عمری حدود ۱۰٬۰۰۰ میکروثانیه یا ۱۰ میلی ثانیه دارند. ۲۵۵Rf،‏ ۲۵۷Rf، ‏۲۵۹Rf, ۲۶۲Rf به‌نسبت عمرهای بیشتر و نیمه‌عمر آنها از یک تا پنج ثانیه متغیر دارند. ۲۶۱Rf،‏ ۲۶۵Rf ,۲۶۳Rf در بهترین شرایط،‏ از دو تا سه دقیقه عمر دارند و این رقم گاهی به ۱۰ دقیقه هم می‌رسد. طولانی‌ترین نیمه‌عمر بین ایزوتوپ‌های رادرفوردیم متعلق است به یکی از سنگین‌ترین این ایزوتوپ‌ها؛ این ایزوتوپ ۲۶۷Rf است که نیمه‌عمری حدود ۱٫۳ ساعت دارد. هرچند که ۲۶۴Rf تا به امروز دیده نشده ولی نیمه‌عمر آن حدود ۵ ثانیه پیش‌بینی شده‌است.

### ایزوتوپ‌های رادرفوردیم

#### راهنمای نشانه‌ها
| رنگ | پایداری نسبت به دیگر ایزوتوپ‌ها                         |
| --- | ------------------------------------------------------ |
|     | ایزوتوپ نسبتاً پایدار (نیمه عمر بیش از ۱ دقیقه)         |
|     | ایزوتوپ نسبتاً ناپایدار (نیمه عمر بیش از ۱ ثانیه)       |
|     | ایزوتوپ ناپایدار (نیمه عمر بیش از ۱ میلی ثانیه)        |
|     | ایزوتوپ به شدت ناپایدار (نیمه عمر بیش از ۱ نانو ثانیه) |

| ایزوتوپ | تعداد پروتون‌ها | تعداد نوترون‌ها | جرم اتم         | نیمه‌عمر             | نوع واپاشی | محصول واپاشی | اسپین هسته‌ای و پاریته | سال کشف | واکنش شیمیایی   | منبع          |
| ------- | -------------- | -------------- | --------------- | ------------------- | ---------- | ------------ | --------------------- | ------- | --------------- | ------------- |
| ۲۵۳Rf   | ۱۰۴            | ۱۴۹            | ۲۵۳٫۱۰۰۴۴‎(۴۴)‎؟  | ۱۳‎(۵)‎ میلی ثانیه    | (SF (۵۱٪   | (نامشخص)     | +۷٫۲؟                 | ۱۹۹۴    | (۲۰۶Pb(۵۰Ti، ۲n | [ ۴ ]         |
| ۲۵۳Rf   | ۱۰۴            | ۱۴۹            | ۲۵۳٫۱۰۰۴۴‎(۴۴)‎؟  | ۱۳‎(۵)‎ میلی ثانیه    | (α (۴۹٪    | ۲۴۹No        | +۷٫۲؟                 | ۱۹۹۴    | (۲۰۶Pb(۵۰Ti، ۲n | [ ۴ ]         |
| ۲۵۴Rf   | ۱۰۴            | ۱۵۰            | ۲۵۴٫۱۰۰۰۵‎(۳۰)‎؟  | ۲۳‎(۳)‎ نانو ثانیه    | (SF (۹۹٫۷٪ | (نامشخص)     | +۰                    | ۱۹۹۴    | (۲۰۸Pb(۵۰Ti،‏ ۲n | [ ۵ ]         |
| ۲۵۴Rf   | ۱۰۴            | ۱۵۰            | ۲۵۴٫۱۰۰۰۵‎(۳۰)‎؟  | ۲۳‎(۳)‎ نانو ثانیه    | (۰٫۳٪) α   | ۲۵۰No        | +۰                    | ۱۹۹۴    | (۲۰۸Pb(۵۰Ti،‏ ۲n | [ ۵ ]         |
| ۲۵۵Rf   | ۱۰۴            | ۱۵۱            | ۲۵۵٫۱۰۱۲۷‎(۱۲)‎؟  | ۱٫۶۴‎(۱۱)‎ ثانیه      | (SF (۵۲٪   | (نامشخص)     | −۹٫۲؟                 | ۱۹۷۴    | (۲۴۹Cf(۱۲C، ۴n  | [ ۶ ]         |
| ۲۵۵Rf   | ۱۰۴            | ۱۵۱            | ۲۵۵٫۱۰۱۲۷‎(۱۲)‎؟  | ۱٫۶۴‎(۱۱)‎ ثانیه      | (α (۴۸٪    | ۲۵۱No        | −۹٫۲؟                 | ۱۹۷۴    | (۲۴۹Cf(۱۲C، ۴n  | [ ۶ ]         |
| ۲۵۶Rf   | ۱۰۴            | ۱۵۲            | ۲۵۶٫۱۰۱۱۵۲‎(۱۹)‎  | ۶٫۴۵‎(۱۴)‎ میلی ثانیه | (SF (۹۶٪   | (نامشخص)     | +۰                    | ۱۹۷۴    | (۲۴۹Cf(۱۲C،‏ ۴n  | [ ۷ ]         |
| ۲۵۶Rf   | ۱۰۴            | ۱۵۲            | ۲۵۶٫۱۰۱۱۵۲‎(۱۹)‎  | ۶٫۴۵‎(۱۴)‎ میلی ثانیه | (α (۶٪     | ۲۵۲No        | +۰                    | ۱۹۷۴    | (۲۴۹Cf(۱۲C،‏ ۴n  | [ ۷ ]         |
| ۲۵۷Rf   | ۱۰۴            | ۱۵۳            | ۲۵۷٫۱۰۲۹۱۸‎(۱۲)‎؟ | ۴٫۷‎(۳)‎ ثانیه        | (α (۷۹٪    | ۲۵۳No        | +۱٫۲                  | ۱۹۶۹    | (۲۴۹Cf(۱۳C،‏ ۴n  | [ ۸ ]         |
| ۲۵۷Rf   | ۱۰۴            | ۱۵۳            | ۲۵۷٫۱۰۲۹۱۸‎(۱۲)‎؟ | ۴٫۷‎(۳)‎ ثانیه        | (β+ (۱۸٪   | ۲۵۷Lr        | +۱٫۲                  | ۱۹۶۹    | (۲۴۹Cf(۱۳C،‏ ۴n  | [ ۸ ]         |
| ۲۵۷Rf   | ۱۰۴            | ۱۵۳            | ۲۵۷٫۱۰۲۹۱۸‎(۱۲)‎؟ | ۴٫۷‎(۳)‎ ثانیه        | (SF (۲٫۴٪  | (نامشخص)     | +۱٫۲                  | ۱۹۶۹    | (۲۴۹Cf(۱۳C، ۴n  | [ ۸ ]         |
| ۲۵۸Rf   | ۱۰۴            | ۱۵۴            | ۲۵۸٫۱۰۳۴۳‎(۳)‎    | ۱۲‎(۲)‎ میلی ثانیه    | (SF (۸۷٪   | (نامشخص)     | +۰                    | ۱۹۶۹    | (۲۴۹Cf(۱۳C،‏ ۳n  | [ ۹ ]         |
| ۲۵۸Rf   | ۱۰۴            | ۱۵۴            | ۲۵۸٫۱۰۳۴۳‎(۳)‎    | ۱۲‎(۲)‎ میلی ثانیه    | (α (۱۳٪    | ۲۵۴No        | +۰                    | ۱۹۶۹    | (۲۴۹Cf(۱۳C،‏ ۳n  | [ ۹ ]         |
| ۲۵۹Rf   | ۱۰۴            | ۱۵۵            | ۲۵۹٫۱۰۵۶۰‎(۸)‎؟   | ۲٫۸‎(۴)‎ ثانیه        | (α (۹۳٪    | ۲۵۵No        | +۷٫۲؟                 | ۱۹۶۹    | (۲۴۸Cm(۱۶O،‏ ۴n  | [ ۱۰ ]        |
| ۲۵۹Rf   | ۱۰۴            | ۱۵۵            | ۲۵۹٫۱۰۵۶۰‎(۸)‎؟   | ۲٫۸‎(۴)‎ ثانیه        | (SF (۷٪    | (نامشخص)     | +۷٫۲؟                 | ۱۹۶۹    | (۲۴۸Cm(۱۶O،‏ ۴n  | [ ۱۰ ]        |
| ۲۵۹Rf   | ۱۰۴            | ۱۵۵            | ۲۵۹٫۱۰۵۶۰‎(۸)‎؟   | ۲٫۸‎(۴)‎ ثانیه        | (β+ (۰٫۳٪  | ۲۵۹Lr        | +۷٫۲؟                 | ۱۹۶۹    | (۲۴۸Cm(۱۶O،‏ ۴n  | [ ۱۰ ]        |
| ۲۶۰Rf   | ۱۰۴            | ۱۵۶            | ۲۶۰٫۱۰۶۴۴‎(۲۲)‎؟  | ۲۱‎(۱)‎ میلی ثانیه    | (SF (۹۸٪   | (نامشخص)     | +۰                    | ۱۹۶۹    | (۲۴۴Pu(۲۲Ne،‏ ۵n | [ ۱۱ ]        |
| ۲۶۰Rf   | ۱۰۴            | ۱۵۶            | ۲۶۰٫۱۰۶۴۴‎(۲۲)‎؟  | ۲۱‎(۱)‎ میلی ثانیه    | (α (۲٪     | ۲۵۶No        | +۰                    | ۱۹۶۹    | (۲۴۴Pu(۲۲Ne،‏ ۵n | [ ۱۱ ]        |
| ۲۶۱Rf   | ۱۰۴            | ۱۵۷            | ۲۶۱٫۱۰۸۷۷‎(۵)‎    | ۶۸ ثانیه            | (α (۷۶٪    | ۲۵۷No        | +۹٫۲؟                 | ۱۹۷۰    | (۲۴۴Pu(۲۲Ne،‏ ۴n | [ ۱۲ ]        |
| ۲۶۱Rf   | ۱۰۴            | ۱۵۷            | ۲۶۱٫۱۰۸۷۷‎(۵)‎    | ۶۸ ثانیه            | (β+ (۱۴٪   | ۲۶۱Lr        | +۹٫۲؟                 | ۱۹۷۰    | (۲۴۴Pu(۲۲Ne،‏ ۴n | [ ۱۳ ]        |
| ۲۶۱Rf   | ۱۰۴            | ۱۵۷            | ۲۶۱٫۱۰۸۷۷‎(۵)‎    | ۶۸ ثانیه            | (SF (۱۰٪   | (نامشخص)     | +۹٫۲؟                 | ۱۹۷۰    | (۲۴۴Pu(۲۲Ne، ۴n | [ ۱۴ ]        |
| ۲۶۲Rf   | ۱۰۴            | ۱۵۸            | ۲۶۲٫۱۰۹۹۳‎(۲۴)‎؟  | ۲٫۳‎(۴)‎ ثانیه        | (SF (۹۹٫۲٪ | (نامشخص)     | +۰                    | ۱۹۹۶    | (۲۶۳Db(e−، νe   | [ ۱۵ ]        |
| ۲۶۲Rf   | ۱۰۴            | ۱۵۸            | ۲۶۲٫۱۰۹۹۳‎(۲۴)‎؟  | ۲٫۳‎(۴)‎ ثانیه        | (α (۰٫۸٪   | ۲۵۸No        | +۰                    | ۱۹۹۶    | (۲۶۳Db(e−، νe   | [ ۱۵ ]        |
| ۲۶۳Rf   | ۱۰۴            | ۱۵۹            | ۲۶۳٫۱۱۲۵‎(۲)‎؟    | ۱۱‎(۳)‎ دقیقه         | (SF (۷۰٪   | (نامشخص)     | +۳٫۲؟                 | ۱۹۹۹    | (۲۶۳Db(e−، νe   | [ ۱۶ ] [ ۱۷ ] |
| ۲۶۳Rf   | ۱۰۴            | ۱۵۹            | ۲۶۳٫۱۱۲۵‎(۲)‎؟    | ۱۱‎(۳)‎ دقیقه         | (α (۳۰٪    | ۲۵۹No        | +۳٫۲؟                 | ۱۹۹۹    | (۲۶۳Db(e−، νe   | [ ۱۶ ] [ ۱۷ ] |
| ۲۶۵Rf   | ۱۰۴            | ۱۶۱            | ۲۶۵٫۱۱۶۶۸‎(۳۹)‎؟  | ۱٫۰ دقیقه           | SF         | (نامشخص)     | (نامشخص)              | ۲۰۱۰    | (۲۶۹Sg(—، α     | [ ۱۸ ]        |
| ۲۶۶Rf   | ۱۰۴            | ۱۶۲            | ۲۶۶٫۱۱۸۱۷‎(۵۰)‎؟  | ۲۳ ثانیه؟           | SF         | (نامشخص)     | +۰                    | ۲۰۰۷    | (۲۶۶Db(e−، νe)؟ | [ ۱۹ ]        |
| ۲۶۷Rf   | ۱۰۴            | ۱۶۳            | ۲۶۷٫۱۲۱۷۹‎(۶۲)‎؟  | ۱٫۳ ساعت            | SF         | (نامشخص)     | −۱۳٫۲؟                | ۲۰۰۴    | (۲۷۱Sg(—، α)    | [ ۲۰ ]        |
| ۲۶۸Rf   | ۱۰۴            | ۱۶۴            | ۲۶۸٫۱۲۳۹۷‎(۷۷)‎؟  | ۱٫۴ ثانیه؟          | SF         | (نامشخص)     | +۰                    | ۲۰۰۴    | (۲۶۸Db(e−، νe)؟ | [ ۲۱ ]        |
| ۲۷۰Rf   | ۱۰۴            | ۱۶۶            | ۲۶۸٫۱۲۳۹۷‎(۷۷)‎؟  | ۱٫۴ ثانیه؟          | SF         | (نامشخص)     | +۰                    | ۲۰۱۰    | (۲۶۸Db(e−، νe)؟ | [ ۲۲ ]        |